# Paul Heinrich von Groth
Paul Heinrich von Groth (Magdeburgo, 23 de junio de 1843-Múnich, 2 de diciembre de 1927) fue un mineralogista alemán.

## Biografía

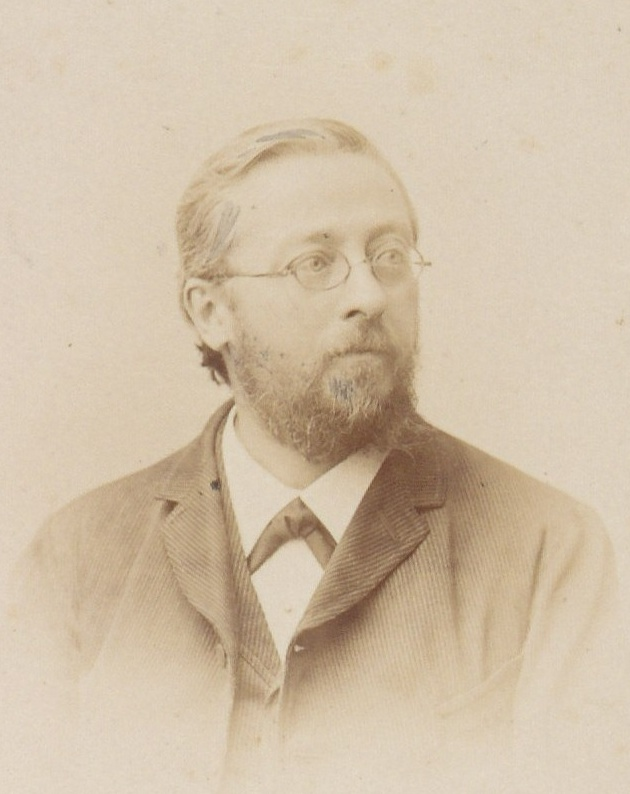
Paul Heinrich von Groth, c. 1898

Nacido el 23 de junio de 1843 en Magdeburgo, estudió en Freiberg, Dresde y Berlín; obtendría el título de doctor en 1868. Después de ejercer la cátedra de Mineralogía en 1872 en Estrasburgo, fue nombrado en 1883 profesor de mineralogía y encargado de minerales en el museo estatal de Múnich.
A finales de la década de 1890 estudió cristalografía en Alemania con, entre otros, Carlo Viola. Falleció el 2 de diciembre de 1927 en Múnich.
Llevó a cabo exhaustivas investigaciones sobre cristales y minerales, además de rocas. Publicó las obras Tabellarische Übersicht der einfachen Mineralien (1874-1898) y Physikalische Krystallographie (1876-1895, ed. 4, 1905). Fue editor durante algunos años de la Zeitschrift für Krystallographie und Mineralogie.